# Chapelle de Lexhy
 (février 2025).
Si vous disposez d'ouvrages ou d'articles de référence ou si vous connaissez des sites web de qualité traitant du thème abordé ici, merci de compléter l'article en donnant les références utiles à sa vérifiabilité et en les liant à la section « Notes et références ».
La chapelle de Lexhy est une chapelle à Lexhy, située dans la section d'Horion-Hozémont de la commune belge de Grâce-Hollogne.

## Historique
Cette chapelle, située à proximité du château de Lexhy, auquel elle appartenait autrefois, la chapelle est mentionnée dès le début du XIIIe siècle. Sa construction s'est étalée sur plusieurs siècles, révélant une fusion harmonieuse de styles architecturaux.. La tour romane date du XIIe siècle et la nef du XVIIIe siècle.
La chapelle se distingue par sa tour romane du XIIe siècle, érigée en blocs de grès et surmontée d'une flèche effilée. Le vaisseau, quant à lui, est une réalisation du XVIIIe siècle, construit en briques et agrémenté d'échauguettes et d'encadrements en calcaire et en tuf. Le chœur, à chevet triangulaire, s'ouvre sur les rives d'un étang du parc.
La chapelle abrite le tombeau de l'archidiacre de Surlet, réalisé par Duhontoir.